# Vulcanops
Vulcanops (il cui nome significa "pipistrello di Vulcano") è un genere estinto di pipistrello mystacinide monospecifico, vissuto nel Miocene inferiore, circa 16-19 milioni di anni fa (Burdigaliano), in Nuova Zelanda. Il genere contiene una singola specie, ossia V. jennyworthyae.

## Descrizione
Sulla base delle estrapolazioni dalle dimensioni dei suoi denti, V. jennyworthya poteva raggiungere un peso di circa 42,6 grammi (1,50 oz). La sua massa corporea sarebbe stata quindi tre volte le dimensioni medie dei pipistrelli moderni. È il pipistrello più grande della sua famiglia, finora descritto.

## Classificazione
La specie tipo V. jennyworthyae venne descritta nel 2018 da alcuni denti fossili e frammenti ossei. Il nuovo genere e specie furono collocati all'interno della famiglia Mystacinidae, comunemente chiamati pipistrelli scavatori.
Il nome del genere Vulcanops deriva dal dio romano del fuoco e dei vulcani, Vulcano o Efesto. Il suffisso "-ops" è comunemente usato per i generi di pipistrelli. Il termine "Vulcan" è stato scelto in omaggio alla natura tettonica della Nuova Zelanda, così come un hotel storico, Vulcan Hotel, nella città mineraria di Saint Bathans. L'eponimo per il nome della specie, jennyworthyae, si riferisce a Jennifer P. Worthy, in riconoscimento del suo ruolo fondamentale nel rivelare la diversità della fauna estinta di San Bathan, nonché scopritrice dei fossili di V. jennyworthyae. I resti fossili di questo grosso pipistrello sono stati trovati in sedimenti datati a circa 16-19 milioni di anni fa.

## Paleobiologia
La presenza di grandi cuspidi sui molari superiori indica che Vulcanops non era strettamente carnivoro. Una cuspide grande e smussata è infatti indicativa di un erbivoro. È probabile che Vulcanops prediligesse uno stile di vita arboricolo-terrestre, nutrendosi principalmente a terra, dove si nutriva di invertebrati, come insetti e ragni.